# Code SPARS

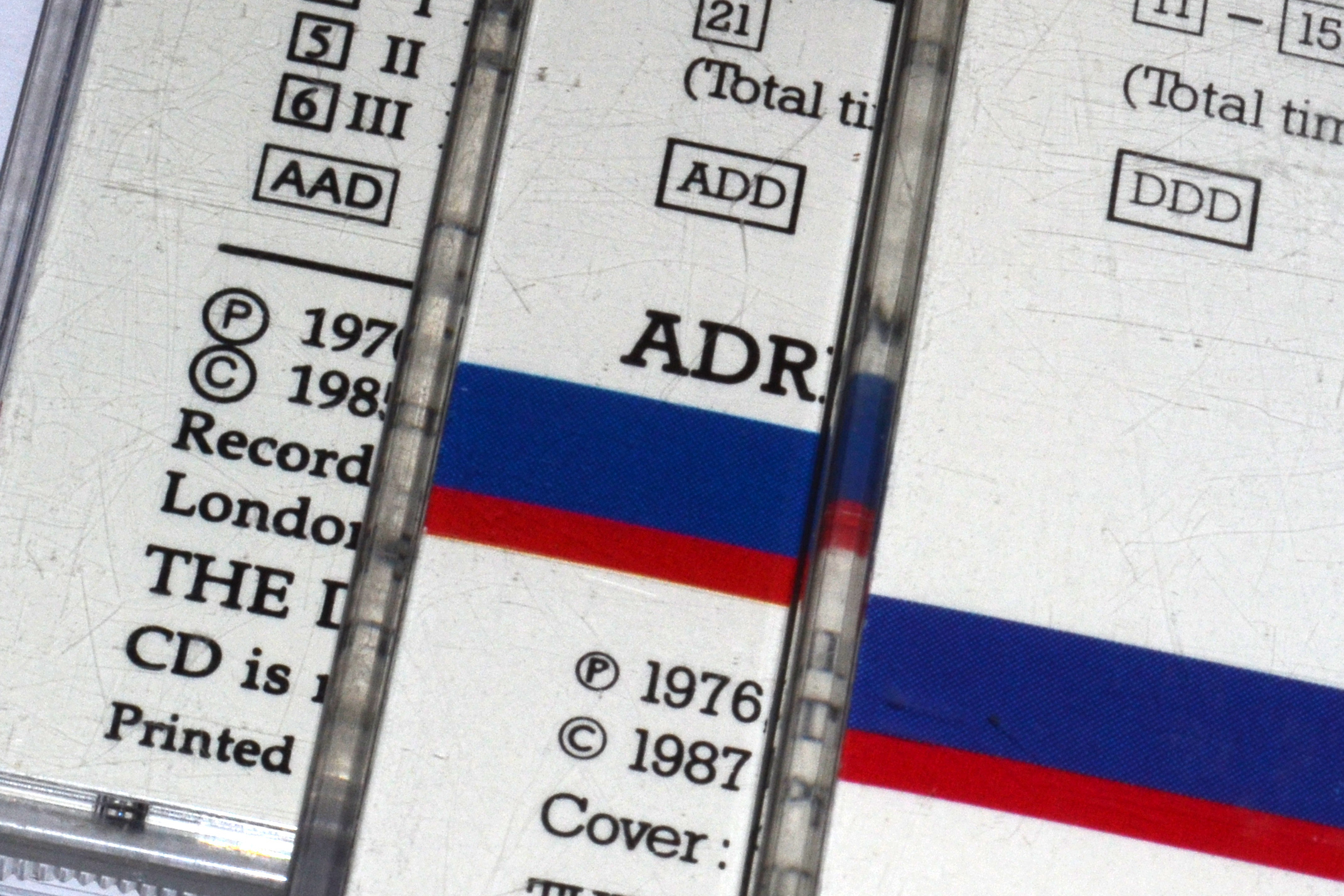
Code SPARS (AAD, ADD, DDD)

SPARS est un acronyme de Society of Professional Audio Recording Services, la société des services professionnels d'enregistrement audio. Le code SPARS est un code à trois lettres qui apparaît sur certaines pochettes de disque compact indiquant au consommateur si l'équipement utilisé dans la production de l'enregistrement est analogique (A) ou numérique (D) . Plusieurs limitations de ce code font qu'il est en grande partie abandonné.

## Source
- (en) Cet article est partiellement ou en totalité issu de l’article de Wikipédia en anglais intitulé « SPARS code » (voir la liste des auteurs).